# Piotr Semionov-Tian-Chanski
Piotr Petrovitch Semionov-Tian-Chanski (en russe : Пётр Петрович Семёнов-Тян-Шанский), né le 2 janvier 1827 (14 janvier dans le calendrier grégorien) dans le Gouvernement de Riazan et mort le 26 février 1914 (11 mars dans le calendrier grégorien) à Saint-Pétersbourg, est un géographe et botaniste russe.

## Biographie

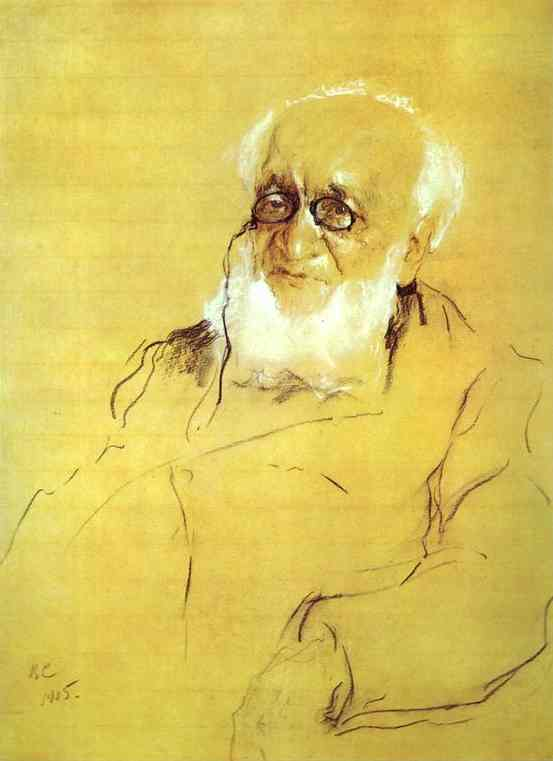
Portrait de Semionov-Tian-Chanski par Valentin Serov (1905).

Né dans une famille de la noblesse, Piotr Semionov étudie à l'université de Saint-Pétersbourg. Il fréquente avec Dostoïevski le cercle de Petrachevski qui réunissait des intellectuels progressistes. Il étudie ensuite dans les années 1850 la géographie et la géologie à Berlin, sous la direction d'Alexandre von Humboldt et de Carl Ritter dont il traduit les travaux en russe.
Il est incité par Humboldt à explorer les montagnes du Tian-Chan, alors presque inconnues. Il se rend en 1856 à Barnaoul et rejoint la première expédition qui passe les montagnes de l'Altaï. Il visite le lac Yssyk Koul et retourne dans le Tian-Chan en 1857 pour en visiter l'arrière-pays. Il est le premier Européen à avoir vu les montagnes du Tengri Tag et le magnifique pic du Khan Tengri.
Il s'oppose au point de vue de Humboldt qui voyait une origine volcanique au Tian-Chan et publie l'année suivante le fruit de ses recherches. Le succès de cette publication fut tel qu'un demi-siècle plus tard Nicolas II autorise Semionov à ajouter à son nom, l'épithète de Tian-Chanski, devenant ainsi Semionov de Tian-Chan.
Semionov s'intéresse aussi aux statistiques et fait de son mieux pour promouvoir cette discipline en Russie. Il devient président du comité central de statistiques de 1864 à 1874, année où le comité est intégré au ministère de l'intérieur. Il en garde la charge jusqu'en 1891, s'entourant d'une équipe de statisticiens, dont Vassili Vassilievitch Zverinski. C'est grâce à lui en particulier qu'a lieu le premier recensement de l'Empire russe en 1897.
Semionov est nommé membre du Conseil d'Empire en 1897. Il fait de fréquents voyages en France, en Suisse et en Italie. Très fortuné, il collectionne les maîtres flamands. Il a légué sa collection au musée de l'Ermitage, bien qu'une partie fut vendue après la révolution. Il rassemble aussi une collection de 700 000 insectes et des centaines de nouvelles espèces sont nommées d'après lui.
Semionov était membre de cinquante-trois sociétés savantes. Il préside la Société russe de Géographie de 1873 à sa mort et la Société entomologique de Russie de 1890 à sa mort. Il encourage l'exploration de l'Asie moyenne et soutient les expéditions de Przewalski et de Piotr Kouzmitch Kozlov. En septembre 1876, il préside la Conférence géographique de Bruxelles à l'invitation du roi Léopold II qui l'avait organisée pour soutenir ses projets en Afrique centrale.
Les Mémoires de Semionov sont publiées en quatre volumes après sa mort et rencontrent un vif succès dans toute l'Europe. Plusieurs de ses descendants, dont son fils Andreï Semionov-Tian-Chanski, suivront ses traces et deviendront des hommes de science de renom.
Il est enterré au cimetière orthodoxe de Smolensk à Saint-Pétersbourg
En 1881, en sa qualité de Président de la Société géographique de la Russie impériale, Alexandre III de Russie décerna à Piotr Semionov-Tian-Chanski l'Ordre de Saint-Alexandre Nevski.

## Distinctions
- Commandeur de 1re classe de l'ordre du Dannebrog
- Commandeur de l'ordre du Lion néerlandais